# Covini C6W
El C6W es un cupé italiano de dos puertas y dos asientos con techo removible. La inspiración para el coche fue tomada del Tyrrell P34 de 1976, el cual tenía dos pares de ruedas en su parte delantera, lo cual fue aplicado al C6W. El proyecto se inició en 1974 pero fue abandonado poco después quedando en estado latente durante los 80, debido a la baja disponibilidad de neumáticos de perfil bajo en aquel momento. En 2003 el proyecto fue retomado, y en 2004 fue presentado en forma de prototipo. En 2005, una versión ligeramente revisada debutó en el Salón del Automóvil de Ginebra, con ruedas nuevas, nueva estructura de la cubierta y un interior renovado, entrando en una producción limitada de 6 a 8 coches al año, que ofrecía ruedas y estructura de techo nuevas, además de un interior remozado, producto del enlace entre PMI y Covini Engineering. El coche cuenta con un motor de tracción trasera de 4200 cc y 8 cilindros; con una velocidad máxima de 299 km/h.

## Características
- Ruedas motrices: Tracción trasera.
- Construcción: Cuerpo de fibra de vidrio y fibra de carbono sobre estructura de acero tubular
- Frenos: Discos de freno Brembo, con ABS
- Sistema de alimentación: Inyección directa de carburante
- Inducción: Aspiración natural
- Cilindrada total: 4,2 L
- Potencia máxima: 324 kW ; 6400 rpm
- Par Máximo: 470lb·ft ; 2700 rpm
- Motor: V8 construido por Audi

### Otros coches de 6 ruedas
- Pullman de 6 ruedas

#### Eje delantero doble
- FAB 1 (coche de ficción)
- Ford Seattle-ite XXI (concept car)
- Panther 6
- Tyrrell P34

#### Eje trasero doble
- Ferrari 312T6
- March 2-4-0
- Williams FW07D y Williams FW08B
- SextoAuto
- Charles T. Pratt's 6-wheeler 1907
- Pat Clancy Special  Propulsado por un motor Meyer-Drake y con 6 ruedas; corrió las 500 millas de Indianápolis en 1948.
- 1923 Hispano Suiza Victoria Town Car Model H6A Barcelona
- Citroën Cruise Crosser de 6 ruedas concept
- Dodge Ram T-Rex 6X6 only a handfull made
- USA 6X6 T-Rex evolución de la Dodge Ram T-Rex 6X6
- Trekol-39294
- Range Rovers de 6 ruedas

- 6-wheeled Citroëns

Limusinas
- Limusina Mini XXL Strecht Limo  de 2004
- Limusinas Hummer de 6 ruedas

"Do it yourself"
- Camaro Sport Wagon de 6 ruedas construido por Roly Fernandez, en 1988
- Hot rod militar de 6 ruedas hecho por Sean Hartman; el chasis es de de una Dodge WC 62 portadora de tropas de 1944, la carrocería, de una Dodge estilo "pickup" de 1935, y el sistema de propulsión es de un chevelle de 1966.
- Chevrolet El Camino de 1980 con 6 ruedas